# Istmina (ort)
Istmina är en ort i Colombia.   Den ligger i departementet Chocó, i den västra delen av landet, 290 km väster om huvudstaden Bogotá. Istmina ligger 55 meter över havet och antalet invånare är 13 788.
Terrängen runt Istmina är huvudsakligen platt, men österut är den kuperad. Istmina ligger nere i en dal. Runt Istmina är det ganska glesbefolkat, med 29 invånare per kvadratkilometer. Istmina är det största samhället i trakten. I omgivningarna runt Istmina växer i huvudsak städsegrön lövskog.